# Xenochlorodes pallida
Xenochlorodes pallida là một loài bướm đêm trong họ Geometridae.